# カレル・ヴァン・マンデル
カレル・ヴァン・マンデル （独: Karel van Mander, 1548年5月 - 1606年9月2日）は、フランドル生まれのドイツ人画家、詩人。ネーデルラントの画家たちの伝記作家としてもっともよく知られている。芸術家としてのヴァン・マンデルは北方マニエリスム様式 (en:Northern Mannerism) に属し、重要な役割を果たした画家である。

## 生涯
ヴァン・マンデルは現在のベルギー、ウェスト＝フランデレン州のミューレベーケに貴族の子弟として生まれた。ヘントの肖像画家ルーカス・デ・ヘーレ (en:Lucas de Heere) に師事し、1568年から1569年にはコルトレイクでピーテル・ヴレリックのもとで学んだ。その翌年から5年間宗教劇の執筆をしており、舞台装置の塗装も手がけている。1574年から1577年にかけてローマに滞在し、このときに初めてカタコンベを発掘したといわれている。ローマからの帰郷時にウィーンに立ち寄り、彫刻家ハンス・モントとともに神聖ローマ皇帝ルドルフ2世のロイヤル・エントリー (en:Royal Entry) のために、凱旋門を制作している。1583年にはハールレムに住居を移し、20年にわたってハールレムの有力者たちの依頼で美術品コレクションの目録作成に携わった。この作業結果が後年まとめられ、『画家列伝（画家の書）Schilder-boeck』として出版されることになる。ヴァン・マンデルはハールレムでも画家としての活動は続けており、自身が好きだった歴史絵画に専念していた。1603年には自著の校正のために現在の北ホラント州ヘームスケルクの城へと隠棲し、そして『画家列伝』は翌年の1604年に出版されている。『画家列伝』が出版された2年後の1606年に、ヴァン・マンデルはアムステルダムで死去した。

## ハールレムでの画家としての活動
カレル・ヴァン・マンデルは、ハールレムの美術学校の創始者の一人であると考えられているが、当時のこの学校のことはほとんど伝わっていない。決められた授業があるような学校ではなく、おそらく互いに写生しあうような、気楽な意見交換の集まりだったと考えられる。ヴァン・マンデルがハールレムに来たときには、すでに名声ある画家として認められていた。
ヴァン・マンデルは当時のオランダ芸術に重要な影響をおよぼしたことがある。1585年にヴァン・マンデルは自身が所有していた、北方マニエリスムを代表する画家であり、プラハで神聖ローマ皇帝ルドルフ2世の宮廷画家だったバルトロメウス・スプランヘルの作品を友人の芸術家ヘンドリック・ホルツィウスに見せた。これらの作品はホルツィウスにとって非常に大きな衝撃となり、すぐにホルツィウスの作風に影響を与えた。ホルツィウスはスプランヘルの作品を版画として作品に仕上げ、これらの版画はマニエリスム様式の普及に重要な役割を果たしたのである。ヴァン・マンデル、ホルツィウス、コーネリス・ファン・ハールレム (en:Cornelis van Haarlem) は「ハールレムのマニエリスト」として知られるようになり、他の都市の芸術家たちも巻き込んだ芸術運動へと展開していった。

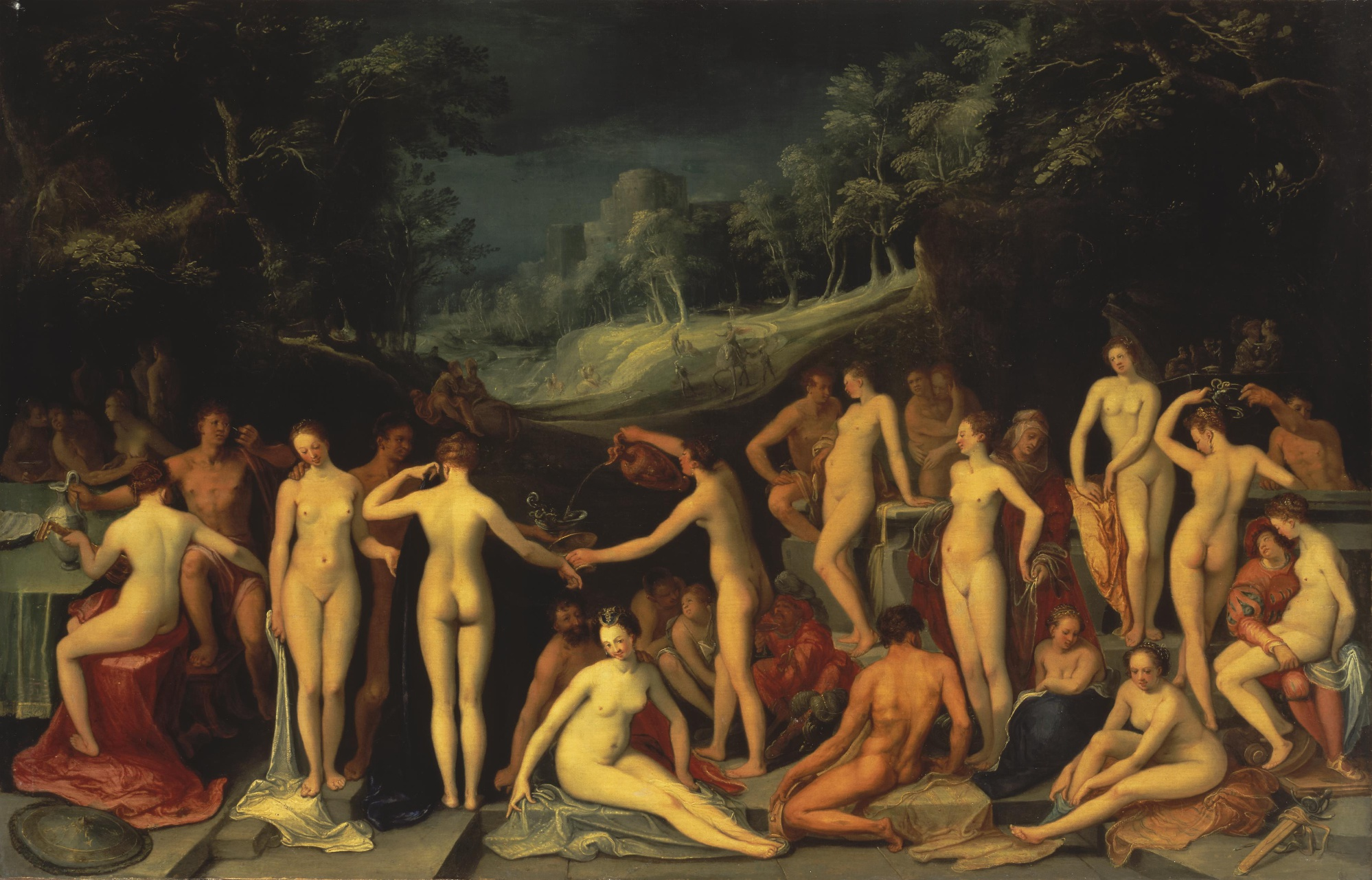
『愛の園』, 1602年

ヴァン・マンデルは自身の家で毎晩のように若い画家とともに絵を描き、古代ギリシア・ローマ神話の研究を行った。イコノクラスムの後、伝統的なキリスト教絵画は流行から外れてしまい、古代神話がポピュラーな画題となっていた。ヴァン・マンデルがかつて行ったように、イタリアへ旅をして伝統的な宗教絵画を学ぶ画家はほとんどいなかったのである。ヴァン・マンデルの目的は、年若い画家たちに正確な絵画技術を教え込むことであり、また「芸術分野のヒエラルキー (en:Hierarchy of genres)」の信奉者だった。過去の画家たちの優れた作品の正確な技術の研究を通じてのみ、写実的な歴史絵画に隠された寓意を習得できると固く信じていたのである。
ヴァン・マンデルの絵画作品にはマニエリスム様式の古代神話絵画もあるが、肖像画やピーテル・ブリューゲルの影響を受けたと思われる風俗画もある。エルミタージュ美術館所蔵の『Kermis』に見られるように、次世代の画家たちに大きな期待を抱いていた。
ヴァン・マンデルの作品で現存している物は比較的少ない。

## 『画家列伝』

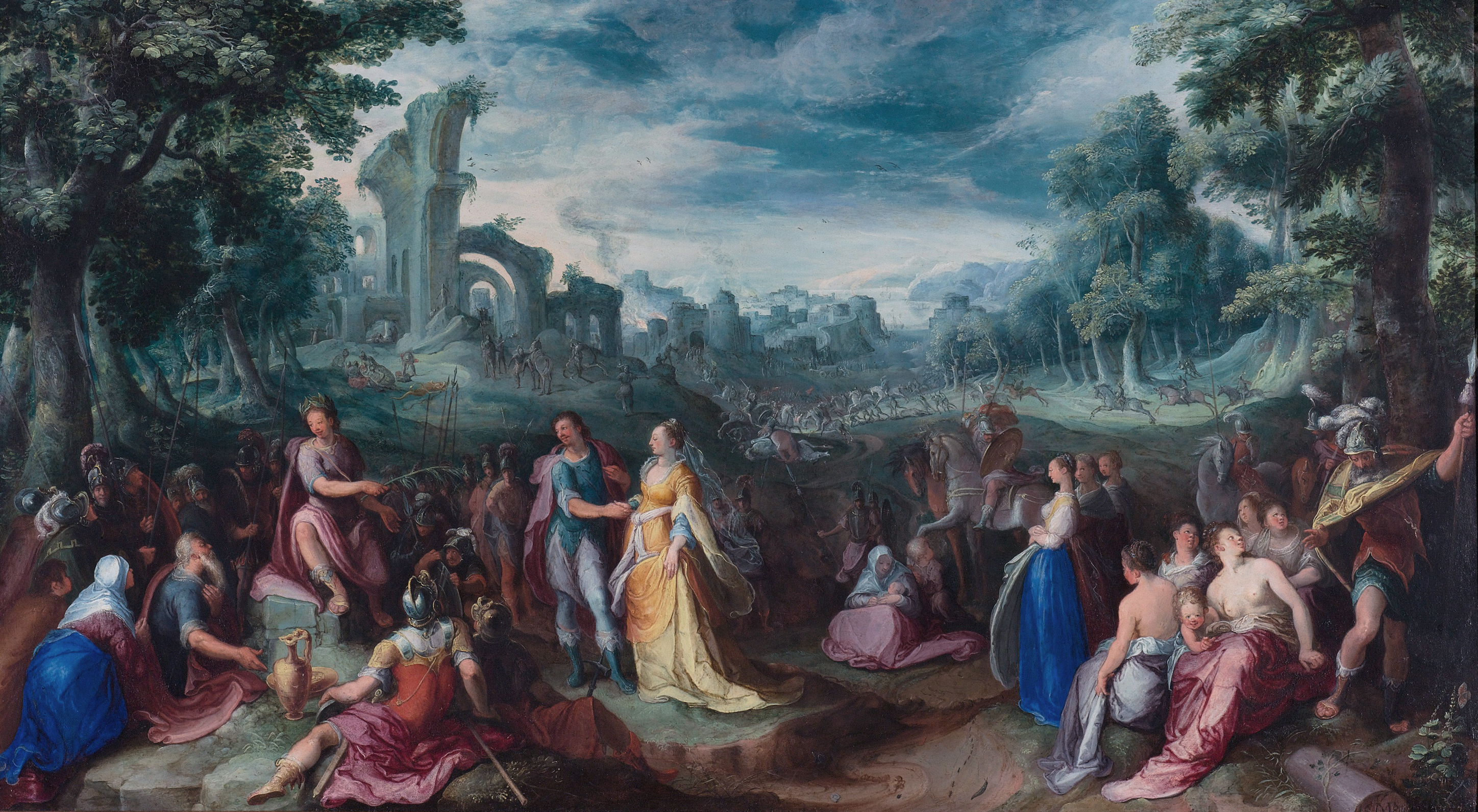
『スキピオの寛容』, カレル・ヴァン・マンデル（1600年）, アムステルダム国立美術館

カレル・ヴァン・マンデルの著書『画家列伝（画家の書）』は、オランダのマニエリスム画家たちを書いた書物で、パスヒエ・ファン・ベスブッシュによって1604年に出版された。この書物は250人以上の歴史的または当時の画家たちの生涯と業績を書いたもので、同時代の意欲的な画家にとっては芸術論ともいえる存在だった。ヴァン・マンデルはイタリアを訪れていたときにジョルジョ・ヴァザーリの有名な芸術家伝記である『画家・彫刻家・建築家列伝』を目にした。この伝記は1550年に出版され、1568年に芸術家を追加し、芸術家の木版画がつけられた第2版が出版されているが、ヴァン・マンデルが研究したのはおそらく第2版だと考えられている。イタリア語で書かれていたこの書物をオランダ語に翻訳し、そしてこの作業中にハールレムでの美術品コレクションの目録作成を依頼された。そしてこの目録作成の結果が、『画家列伝』のネーデルラント出身の画家の章に反映されることになる。『画家・彫刻家・建築家列伝』も『画家列伝』もカトリックの聖人たちの伝記同様「Vita di」で始まり、複数の章立てで画家たちの長所をひとつずつ例示して賞賛するというスタイルになっている。『画家列伝』では、ギリシアやイタリアの画家たちの章の多くが『画家・彫刻家・建築家列伝』の簡単なオランダ語訳で構成されているが、ヴァン・マンデルが自身で書いたハールレムの画家たちの伝記は優れており、ヴァン・マンデルが以前に請け負った芸術品の目録作成の成果が結実しているといえる。
ヴァン・マンデルが『画家列伝』を書いていた当時、ハールレムは八十年戦争に起因するスペイン占領時代から回復しつつあったが、公式には1572年以来全てのカトリック教徒の所有財産は没収されたままだった。ハールレムの有力者たちはそれら没収された財産を取り戻すことよりも、修道女や修道士が自分たちの修道院で「死に絶える」ことすら望んだ。実際に修道士や修道女は社会に対して何の奉仕活動も行っておらず、多くの貧民が町にあふれる結果となっており、1609年に新しい救貧院が設立されたときには、その住人はほとんどがカトリック教徒だった。『画家列伝』の出版後、ハールレムの評議会は、資産目録に記載されていた重要な絵画を修復するためにフランス・ハルスを雇い入れた。ヴァン・マンデルはフランス・ハルスの師であり、ハルスはヴァン・マンデルの縁で絵画修復作業をハールレムの評議会に依頼されている。しかしハルスは、歴史絵画は芸術分野のヒエラルキーの最上位に位置するという、師であるヴァン・マンデルの従来からの信念を無視して作業を行った。1628年には美術コレクションが市庁舎に移設され、あまりに「ローマ・カトリック」風であると判断された美術品は「市外へ持ち出すこと」を条件に、画家コルネリス・クラース・ファン・ウィーリンゲン (Cornelis Claesz van Wieringen) に売却されている。
『画家列伝』には古代ローマの詩人オウィディウスが書いた『変身物語』の翻訳も含まれており、これは宗教的題材よりも古代神話に基づいた絵画を描くことが画家にとって必要であるということを意味している。当時は象徴的寓意を絵画に持たせることは非常に重要で、『変身物語』に出てくるキャラクターと画家が意図する象徴表現を組み合わせることにより、絵画に明確な物語性が生まれるとしている。『画家列伝』の最終章は、動物などが持つ象徴性についてのものである。

### 後世への影響
『画家列伝』は北部ネーデルラントの画家たちにイタリアの情報をのぞかせ、画家たちがイタリアへ絵画修業に赴く、あるいは『画家列伝』に書かれたイタリアの絵画技法に従って技術を磨くなどの影響を与えた。ヴァン・マンデルが創設した学校はこの書物に従って運営され、ヴァン・マンデルが死去した後も数世紀にわたってハールレムで存続することになる。
ヴァン・マンデルは17世紀から18世紀にかけて、美術書の分野で非常に影響力の大きい存在だった。フランドルの修辞学者、詩人、法学者コルネリス・デ・ビー (en:Cornelis de Bie) の『Gulden Cabinet（1662年）』、ドイツの美術史家、画家ヨアヒム・フォン・ザンドラルト (Joachim von Sandrart の『Teutsche Akademie（1675年）』、イタリアの美術史家、伝記作者フィリッポ・バルディヌッチ (Filippo Baldinucci) の『Notizie de' Professori（1681年）』、オランダの画家、作家アルノルト・ホウブラーケン (Arnold Houbraken) の『Schouburg（1720年）』などはすべて『画家列伝』をもとにして書かれたネーデルラントの画家たちの伝記である。『画家列伝』は現在でも一次資料として多数の芸術家の記録にもっとも多く参照される書物となっているが、多くの場合美術史家は自分たちの著作で『画家列伝』を批判しており、とくに絵画の所蔵場所や画家の特定に反論をする傾向が強い。しかしながら現在でも『画家列伝』は画家の生涯や絵画の来歴における重要な資料である。

### ヴァザーリの著作からのイタリア人画家
ヴァザーリの『画家・彫刻家・建築家列伝』の初版が出版されたのは、『画家列伝』が出版される50年以上前である。ヴァン・マンデルは『画家・彫刻家・建築家列伝』から半数程度のイタリア人画家の伝記を翻訳し、ヴァン・マンデルと同時代のイタリア人画家たち、例えばヴァザーリの著作が出版された後に有名になったティントレットらの伝記を追加した。以下は『画家・彫刻家・建築家列伝』からヴァン・マンデルが翻訳し、『画家列伝』にも取り上げられている画家のリストである。
| - チマブーエ - アンドレア・タフィ - ガッド・ガッディ - マルガリトーネ・ダレッツォ - ジョット・ディ・ボンドーネ、プッチオ・カパンナ - サセッタ、ウゴリーノ・ディ・ネリーオ - ピエトロ・ロレンツェッティ - ブオナミーコ・ブファルマッコ - アンブロージョ・ロレンツェッティ - ピエトロ・カヴァリーニ - シモーネ・マルティーニ with リッポ・メッミ - タッデオ・ガッディ - オルカーニャ - トマーソ・ディ・ステファーノ - リッポ・メッミ - マサッチオ - レオン・バッティスタ・アルベルティ - アントネロ・ダ・メッシーナ - ドメニコ・ギルランダイオ - アントニオ・デル・ポッライオーロ - サンドロ・ボッティチェッリ - アンドレア・デル・ヴェロッキオ - アンドレア・マンテーニャ - フィリッピーノ・リッピ - フランチェスコ・フランチャ - ペルジーノ - ルカ・シニョレッリ - レオナルド・ダ・ヴィンチ - ジョルジョーネ - コレッジョ - ラファエリーノ・デル・ガルボ - バルダッサーレ・ペルッツィ - ペレグリーノ・デ・モデナ - アンドレア・デル・サルト | - イル・ポルデノーネ - ポリドーロ・ダ・カラヴァッジオ、マツリーノ・ダ・フィレンツェ - バルトロメオ・ダ・バニャカヴァッロ - フランチャビージオ - パルミジャニーノ - パルマ・イル・ヴェッキオ - ロレンツォ・ロット - ジュリオ・ロマーノ - セバスティアーノ・デル・ピオンボ - ペリーノ・デル・ヴァーガ - ジョヴァンニ・アントニオ・ラッポリ - バッチョ・バンディネッリ - ヤコポ・ダ・ポントルモ - ジョヴァンニ・ダ・ウーディネ - ジョヴァンニ・ フランチェスコ・ルスティチ - フランチェスコ・サルヴィアーティ（フランチェスコ・デ・ロッシ） - ダニエレ・ダ・ヴォルテッラ - タッデオ・ツッカリ - ミケランジェロ・ブオナローティ - フランチェスコ・プリマティッチオ - ティツィアーノ・ヴェチェッリオ - ティントレット - パオロ・ヴェロネーゼ - ヤコポ・バッサーノ - ジョルジョ・ヴァザーリ - フェデリコ・ツッカリ - フェデリコ・バロッチ - ロレンツォ・ロット - ジュゼッペ・チェーザリ - その他重要なイタリア人画家 - その他重要なイタリア人女流画家 - ヴァン・マンデルと同時代のイタリア人画家 |

### ヴァン・マンデルが書いたネーデルラントの画家
ヴァン・マンデルがイタリアの芸術家について翻訳した箇所はあまり知られておらず、ネーデルラントの芸術家の伝記が有名となっている。以下は『画家列伝』に取り上げられている、当時すでに有名だったネーデルラントの画家のリストである。
| - フーベルト・ファン・エイク - ロヒール・ファン・デル・ウェイデン - フーゴー・ファン・デル・グース - アルベルト・ファン・アウワーテル - ヘールトヘン・トット・シント・ヤンス - ディルク・ボウツ - ロヒール・ファン・デル・ウェイデン - ヤーコブ・コルネリスゾーン・ファン・オーストザーネン - アルブレヒト・デューラー - コルネリス・エンゲルブレフツゾーン - ベルナールト・ファン・オルレイ - ルーカス・ファン・レイデン - イアン・デン・ホランデル - クエンティン・マサイス - ヒエロニムス・ボス - コルネリス・コルネリスゾーン・クンスト - ルーカス・コルネリスゾーン・クンスト - ヤン・ヨエスト・ファン・カルカール - ピーテル・ファン・アールスト - ヨアヒム・パティニール - ヘッリ・メット・デ・ブレス - ルーカス・ファン・エルモント - ランベール・ロンバール - ハンス・ホルバイン - ヤン・コルネリスゾーン・フェルメイエン - ヤン・ホッサールト - アウグスティン・イーリス - ヨース・ファン・クレーフェ - ハインリヒ・アルデグレーファー - スワート・ヤン - フランス・ミンネブロア - ヤン・モスタールト - アドリアン・デ・ウィール - ヘンドリク・ファン・クレーフェ、マールテン・ファン・クレーフェ - アントニス・モル | - ヤーコブ・デ・バッカー - マタイス・コック、ヒエロニムス・コック - ウィレム・ケイ - ピーテル・ブリューゲル - ヤン・ファン・スコーレル - アートヘン・ファン・レイデン - ヨアヒム・ブーケラール - フランス・フロリス - ピーテル・アールツェン - マルテン・ファン・ヘームスケルク - レイカールト・アールツゾーン - ヘンドリック・ホルツィウス - ピーテル・ウレリック・ファン・コルトレイク - アントーニ・ファン・モントフォート - ルーカス・デ・ヘーレ - ジャック・グリマエル - コーネリス・モーレナール - ピーテル・バルテン - ヨース・ファン・リール - ピーテル・プルビュス、フランス・プルビュス (父) - マルクス・ヘーラルツ (父) - クリストフェル・スワルト - ミヒール・コクシー - ディルク・バレンツゾーン - ルーカス・ファン・ファルケンボルフ、マルテン・ファン・ファルケンボルフ - ハンス・ボル - フランス・モスタールト、ヒリス・モスタールト - マリヌス・ファン・レイメルスワーレ - ヘンドリック・ファン・ステーンワイク - ベルナルト・リック - ヒリス・コワニエ - ヨリス・フーフナーヘル - アールト・マイテンス - ヨース・ファン・ヴァインヘン - マールテン・デ・フォス |

### ヴァン・マンデルが書いた当時重要だったネーデルラントの画家
以下は『画家列伝』に取り上げられているヴァン・マンデルと同時代のネーデルラントの画家で、当時存命でヴァン・マンデルが知っていた画家のリストである。ヴァン・マンデルと交際のあったハールレムの画家たちと一致している。
| - ハンス・フレーデマン・デ・フリース - ヨハネス・ストラダヌス（ヤン・ファン・デル・ストラート) - ヒリス・ファン・コニンクスロー - バルトロメウス・スプランヘル - コルネリス・ケテル - フアルドロープ・ホルツィウス - ミヒール・ファン・ミーレフェルト - ヘンドリク・ホルツィウス - ヘンドリック・コルネリスゾーン・フローム - ヤン・スンス - ハンス・フォン・アーヘン - ピーテル・キャンディット - パウル及びマタイス・ブリル - コルネリス・ファン・ハールレム | - ヤーコブ・デ・ヘイン II - オットー・ファン・フェーン - ハンス・ロッテンハンマー - ヨアヒム・ウテワール - アブラハム・ブルーマールト - ピーテル・コルネリスゾーン・ファン・レイク - フランセスコ・バーデンス - ダーフィット・フィンクボーンス - コルネリス・フロリス・デ・フリーント、パウルス・モレールス、ピーテル・デ・グレッベル、ヤーコブ・サーフェリー、コルネリアス・ファン・デル・フォールト - 古代の画家の索引 - イタリア人画家の索引 - ネーデルラントの画家の索引 - ヨアン・アリアンス・ファン・レイデン、フーベルト・トンス・ファン・ロッテルダム |

## 日本語訳
- カーレル・ファン・マンデル 『「北方画家列伝」注解』

尾崎彰宏・幸福輝・廣川暁生・深谷訓子編訳、中央公論美術出版、2014年。ISBN 978-4805507056